# 阿亞提·阿布德·拉哈曼
阿亞提·阿布德·拉哈曼（阿拉伯语：‎ ；1970年—2011年8月22日），蓋達組織成員，也是利比亞伊斯蘭戰鬥組織和安薩爾·松納的成員。
2011年8月22日阿亞提·阿布德·拉哈曼在巴基斯坦靠近阿富汗的邊境部族地區被美國中央情報局的無人飛機擊斃。

## 連結
- . Excluded Parties List System. July 27, 2011  [August 27, 2011]. （原始内容存档于2011-10-01）.
- (PDF). National Counterterrorism Center.   [August 27, 2011]. （原始内容 (PDF)存档于2011-08-27）.
- . National Counterterrorism Center.   [August 27, 2011]. （原始内容存档于2011-08-27）.